# The Keeper (film 2009)
The Keeper è un film del 2009 diretto da Keoni Waxman.
Pellicola direct-to-video con protagonista Steven Seagal che ne è anche produttore.

## Trama
Roland Sallinger, un poliziotto di Los Angeles, e il suo partner Trevor fanno irruzione nel covo di alcuni narcotrafficanti. Qui Trevor, dopo il rifiuto da parte di Roland di dividersi i soldi dei malavitosi, spara al collega. Roland però non è stato ferito mortalmente e, quando Trevor tenterà di finirlo, si farà giustizia. Dopo una lunga riabilitazione Roland, che nel frattempo è stato congedato, viene assunto dal suo amico Connor per proteggere la figlia Nikita dal boss locale Jason Cross.